# Dealu Mare (okręg Kluż)
Dealu Mare – wieś w Rumunii, w okręgu Kluż, w gminie Rișca. W 2011 roku liczyła 284 mieszkańców.